# إيرو لين
إيرو لين (بالفنلندية: Eero Laine)‏ هو مجدف فنلندي، ولد في 17 سبتمبر 1933 في توركو في فنلندا.

## وصلات خارجية
- إيرو لين على موقع الاتحاد الدولي للتجديف (الإنجليزية)
- إيرو لين على موقع اللجنة الأولمبية الدولية (الإنجليزية)
- إيرو لين على موقع أوليمبيديا (الإنجليزية)